# Cyclanthera dissecta
Cyclanthera dissecta là một loài thực vật có hoa trong họ Cucurbitaceae. Loài này được (Torr. & A.Gray) Arn. mô tả khoa học đầu tiên năm 1841.